# Sankt Petersburg (Spiel)
Sankt Petersburg ist ein Spiel von Bernd Brunnhofer, erschienen 2004 im Hans im Glück Verlag unter dem Autorenpseudonym Michael Tummelhofer. Sankt Petersburg wurde mit dem Deutschen Spiele Preis 2004 ausgezeichnet und für das Spiel des Jahres 2004 nominiert.
Sankt Petersburg ist ein Kartenspiel im Brettspielformat, das die Entstehung der russischen Stadt Sankt Petersburg zum Thema hat. Die Grafik des Spieles ist von Doris Matthäus, während der Hans-im-Glück-Chef Bernd Brunnhofer erstmals seit den Anfangsjahren seines Verlages wieder als Spieleautor in Erscheinung tritt.
Das Autorenpseudonym Michael Tummelhofer setzt sich aus den Namen dreier Verlagsgeschäftführer zusammen, die damals bei der Verbreitung von Spielen in Deutschland, den Niederlanden und den USA zusammenarbeiteten: Michael Bruinsma, Jay Tummelson und Bernd Brunnhofer.

## Spielmaterial

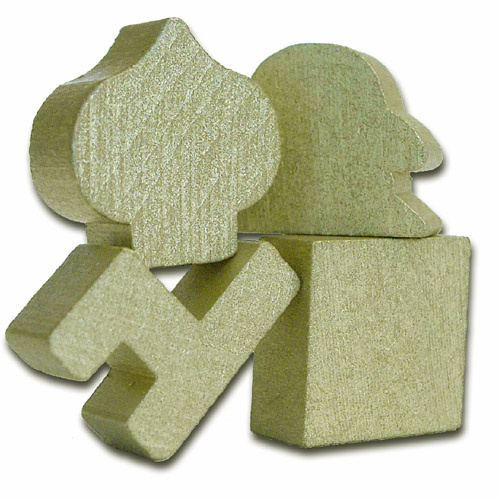
Die Spielsteine

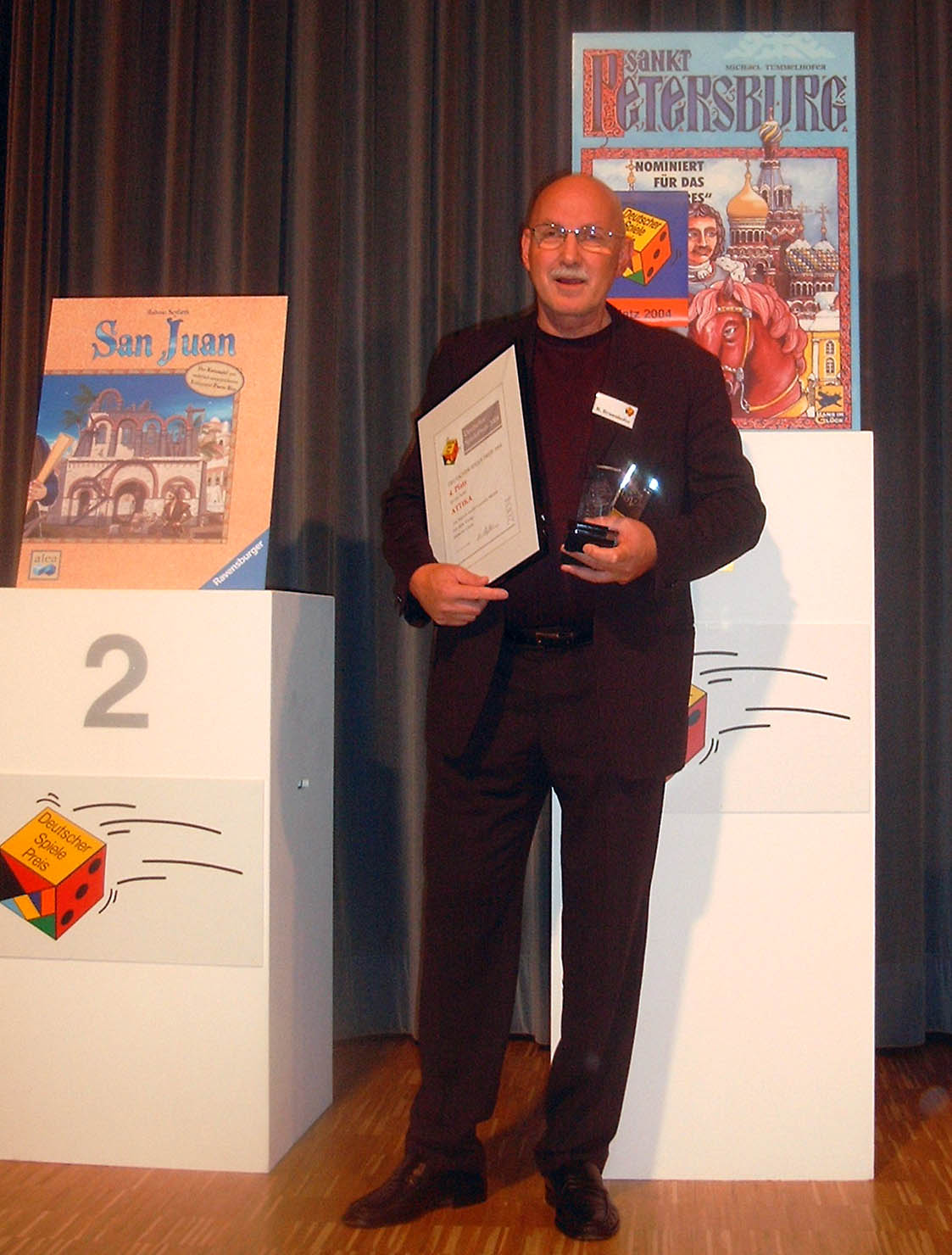
Bernd Brunnhofer bei der Verleihung des Deutschen Spiele Preises 2004 für Sankt Petersburg

- 1 Spielbrett
- 60 Geldscheine
- 116 Spielkarten
- 4 Startspielersteine
- 4 Startspielerkarten
- 8 Spielfiguren

## Spielablauf
Es werden zirka acht Runden mit jeweils vier Phasen gespielt. Zuerst kommen die grünen Handwerkerkarten. Sie kosten zwischen drei und acht Rubel, bringen dann aber pro Runde drei Rubel Ertrag.
Trotz 25 Rubel Startkapital beginnt das Spiel also mit Geldmangel. Denn die Investitionen in die Handwerker rentieren sich erst im Laufe des Spiels. Bis zu drei Karten können auf die Hand genommen werden, um sie später zu bauen. Handkarten zählen am Ende minus fünf Siegpunkte. Gegen Ende meint man sogar in Geld zu schwimmen. Besitzt man schon Karten gleichen Typs, wird jede weitere Karte einen Rubel billiger, mindestens kosten sie aber einen Rubel. 
Nach den Handwerkern kommt die Phase mit den blauen Gebäudekarten. Wenn diese Karten gekauft und auslegt werden, geben sie in jeder Runde Siegpunkte. Dabei spenden die teuren Gebäude sogar überdurchschnittlich viele Punkte. Je länger man eine Karte ausliegen hat, desto häufiger geht sie in die Wertung ein. Doch muss man gleichzeitig darauf achten, finanziell nicht handlungsunfähig zu werden.
Nach den Gebäuden kommen die roten Karten, die Adligen. Sie bringen Geld und gelegentlich auch Siegpunkte. Die große Stunde der Adligen kommt erst nach Spielende, denn wer dann möglichst viele unterschiedliche Adlige ausliegen hat, bekommt wertvolle Bonuspunkte.
In der vierten Phase, jener der Austauschkarten, stehen Karten zur Auswahl, mit denen bereits ausgespielten Karten gewissermaßen „aufgestockt“ werden können, wobei man jeweils nur die Differenz zum aufgedruckten Preis der Grundkarte zahlen muss. Beispielsweise muss man nur einen Rubel zahlen um einen Holzfäller (Grundkosten: 3 Rubel, Rundenertrag: 3 Rubel) in eine Schreinerei (Grundkosten: 4 Rubel, Rundenertrag: 3 Rubel, reduziert die Kosten zum Ausspielen blauer Karten um 1 Rubel) umzuwandeln. Austauschkarten gibt es in den drei Farben der vorangegangenen Runden.
Wichtig ist es, immer eine Phase vorausschauend zu spielen. Das Spielbrett bietet Platz für acht Karten. Pro Phase werden also immer nur so viele Karten zusätzlich ausgelegt, wie freie Plätze vorhanden sind. Das heißt, dass man sich schon in der Phase zuvor überlegen sollte, wie viel Platz man für neue Karten schaffen möchte.

## Erweiterungen
Die Dezemberausgabe 2005 der Zeitschrift Spielbox hatte die Minierweiterung "Das Bankett" mit 12 Karten. Diese wurde dann 2008 der größeren Erweiterung „In bester Gesellschaft & Das Bankett“ erneut beigefügt.